# Sansevieria burmanica
Sansevieria burmanica ist eine Pflanzenart aus der Gattung Sansevieria in der Familie der Spargelgewächse (Asparagaceae). Das Artepitheton burmanica verweist auf das Auftreten in Burma, dem heutigen Myanmar.

## Beschreibung
Sansevieria burmanica wächst stammlos als ausdauernde, sukkulente Pflanze mit 1,8 Zentimeter dickem, unterirdischem Rhizom. Die 8 bis 13 rosettig gestellten, aufrecht stehenden, geschlossenen Blätter sind linealisch-lanzettlich, flach geformt oder mit leichter, breiter, kantiger Rinne auf der Oberseite und einen stumpfen Kiel auf der Unterseite. Die einfache Blattspreite ist 45 bis 75 Zentimeter lang und 1 bis 3 Zentimeter breit. Die Blätter sind grasgrün mit blasseren Bändern und haben auf der Oberseite bis zu drei Längsstreifen und auf der Unterseite bis zu neun eingeprägte Linien. Die Blattspitze ist pfriemlich verschmälert, weich und 2,5 bis 10 Zentimeter lang. Der Blattrand ist grün im Alter auch weißlich. Die Blattoberfläche ist glatt.
Die einfach ährigen Blütenstände sind bis 60 bis 76 Zentimeter lang. Die Rispen sind locker mit zwei bis fünf Blüten pro Büschel besetzt. Das Tragblatt ist lanzettlich zugespitzt und etwa 2 bis 4 Millimeter lang.  Die Blütenhüllblätter sind grünlich-weiß. Die Blütenröhre ist 7,5 bis 8,5 Millimeter lang. Die Zipfel sind etwa bis 8,5 Millimeter lang.

## Verbreitung
Sansevieria burmanica ist in Buschwäldern und in steppenartige Landschaften in Indien, Myanmar und auch in Sri Lanka ab 100 Meter ü/M. verbreitet.

## Taxonomie
Die Erstbeschreibung von Sansevieria burmanica erfolgte 1915 durch Nicholas Edward Brown.
Ein Synonym für Sansevieria burmanica N.E.Br. ist: Sansevieria maduraiensis Binojk. (2002).

## Nachweise